# ISO 639-5
ISO 639-5:2008 «Коди для представлення назв мов — частина 5: код альфа-3 для мовних сімей і груп» — незакінчений міжнародний стандарт, виданий ISO. Він був розроблений 37 Технічним комітетом ISO і вперше виданий 15 травня 2008 року. Є частиною серії стандартів ISO 639.

## Збірні коди
ISO 639-5 визначає коди альфа-3 (3-літерні), названі «збірними кодами», які ідентифікують мовні сім'ї та групи. Станом на 11 лютого 2013 року стандарт визначає 115 збірних кодів. Список кодів Альфа-3 стандарту ISO 639-5 веде Бібліотека Конгресу США.
Стандарт не охоплює усі мовні сім'ї і групи, які використовують лінгвісти. Мови, які охоплює код групи, не обов'язково мусяять мати лінгвістичний зв'язок, також вони можуть бути пов'язані географічно або через категорію (наприклад, Креоли).

## Взаємозв'язок з іншими частинами ISO 639
Деякі коди ISO 639-5 також містяться у стандарті ISO 639-2 код «Альфа-3». ISO 639-2 містить в собі коди для деяких окремих мов, деякі коди макромов і деякі збірні коди; усі коди ISO 639-2 також містяться у ISO 639-3 або ISO 639-5. Коди мовних сімей або груп в ISO 639-2 можуть бути двох типів: «група» (g) і «залишкова група» (r). «Група» складається із декількох окремих споріднених мов, а «залишкова група» є групою, що складається із декількох окремих споріднених мов, проте з якої виключено декілька визначених мов. Проте у ISO 639-5 із залишкових «залишкових груп» не вкилючено жодної мови. Оскільки ISO 639-5 і ISO 639-5 використовують однакові коди альфа-3, але не завжди певний код вказує на однаковий перелік мов у обох стандартах, не завжди можливо встановити, на які мови вказує код Альфа-3, якщо не знати в контексті якого стандарту (ISO 639-5 чи ISO 639-2) він вжитий.
| Код Альфа-3 | Тип у ISO 639-2     | Визначення в ISO 639-2 | Визначення в ISO 639-5 |
| ----------- | ------------------- | ---------------------- | ---------------------- |
| afa         | залишкова група (r) | Афро-азійські мови     | усі Афроазійські мови  |
| alg         | звичайна група (g)  | усі Алгонкінські мови  | усі Алгонкінські мови  |
| sqj         | не визначений       | не визначений          | Албанські мови         |